# Грб Пала
Грб Пала је званични грб српске општине Пале. Грб је усвојен 30. јула 2005. године, мада се у истој форми користио и раније.
Симбол општине је грб облика средњовјековног штита који одудара од савремених хералдистичких стандарда и по садржини подсјећа на раније амблеме из комунистичког времена.

## Опис грба
Грб Пала је у плавом пољу сребрни град, у црвеном заглављу сребрни снијежни крст и у сребрном назубљеном подножју име општине: „Пале“. Статут описује грб у облику штита у три боје заставе Српске.